# Réserve faunique (Brésil)
 (avril 2022).

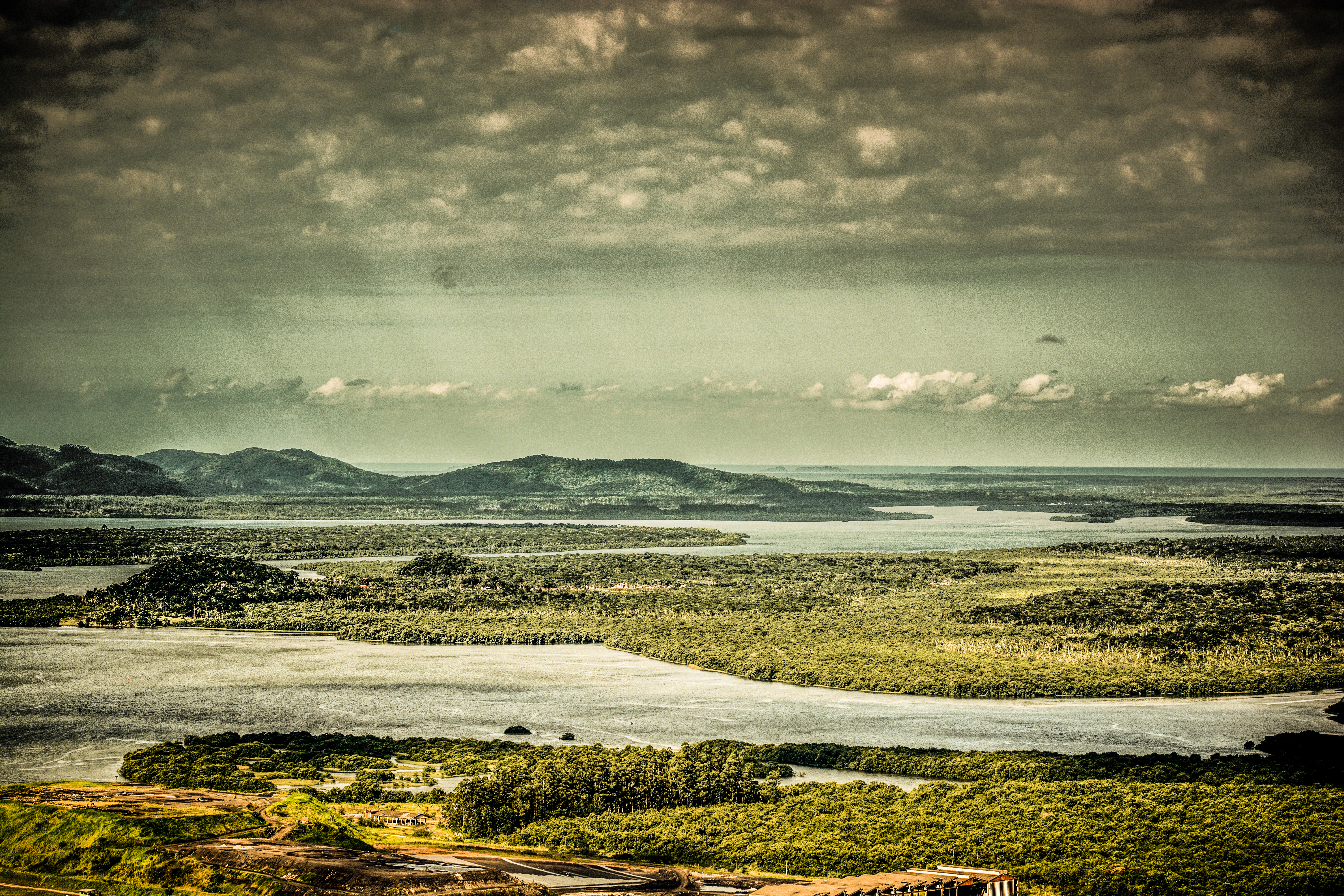
Vue sur la baie de Babitonga depuis le point de vue de la colline de Boa Vista à Joinville.

Une réserve faunique (en portugais : Reserva de fauna – Refau) est un type d'aire protégée du Brésil.  

## Définition
La notion de réserve de faune a été précisée dans la loi n° 9.985 du 18 juillet 2000 portant création du Système National d'Unités de Conservation (SNUC). C'est une zone naturelle avec des populations d'espèces de faune indigènes, terrestres et aquatiques, résidentes ou migratrices, propices aux études techniques et scientifiques de gestion économique durable des ressources fauniques. Le public peut visiter la réserve si cela est compatible avec la gestion de l'unité de conservation. La chasse n'est pas autorisée. Toutefois, les produits et sous-produits issus de la recherche peuvent être commercialisés sous réserve du respect des lois sur la faune. La zone de la réserve est dans le domaine public et les terres situées à l'intérieur de ses limites peuvent être expropriées.
Les réserves fédérales sont administrées par l'Institut Chico Mendes de conservation de la biodiversité. D'autres réserves sont administrées par l'agence environnementale d'État ou municipale. En 2016, l'Institut Chico Mendes n'avait créé aucune réserve faunique.

## Exemples
| Nom               | État           | Créé | Superficie (ha) | Biome          |
| ----------------- | -------------- | ---- | --------------- | -------------- |
| Baie de Babitonga | Santa Catarina | 2007 |                 | Marine côtière |